# Dicastério para a Doutrina da Fé
Dicastério para a Doutrina da Fé (em latim: Dicasterium pro Doctrina Fidei) é o mais antigo dos dezesseis dicastérios da Cúria Romana, um dos órgãos da Santa Sé. Substituiu em 2022 a Suprema e Sacra Congregação do Santo Ofício ou Congregação para a Doutrina da Fé, que anteriormente chamava-se Suprema e Sacra Congregação da Inquisição Universal da Idade Moderna e era responsável pela criação da Inquisição em si.
O Dicastério para a Doutrina da Fé engloba a Comissão Teológica Internacional e a Pontifícia Comissão Bíblica. Está sediada no Palácio do Santo Ofício, na Piazza del Sant'Uffizio, em Roma.

## História
Suprema e Sacra Congregação da Inquisição Universal foi fundada pelo Papa Paulo III em 21 de julho de 1542, com o objetivo de defender a Igreja da heresia. É historicamente relacionada com a Inquisição. Até 1908 era denominada como Sacra Congregação da Romana e Universal Inquisição quando passou a se chamar Suprema e Sacra Congregação do Santo Ofício. Em 7 de dezembro de 1965, após o Concílio Vaticano II, o órgão foi novamente reformado durante o pontificado de Paulo VI. Em 2022, voltou a ser reformado, assumindo a nomenclatura actual.
Este órgão encarregava-se de averiguar casos de apostasia e heresia entre os católicos, principalmente aqueles pertencentes ao próprio clero. O julgamento implicava penas como prisão, excomunhão, uso de vestes que identificassem o herege etc. Além disso, ao contrário do que comumente se afirma, a pena de morte era evitada e concedida apenas na minoria dos casos, mesmo porque o perdão era concedido àquelas pessoas que se arrependessem durante o julgamento. Neste ponto, deve-se evitar confusão com a Inquisição Espanhola, liderada pelos reis da Espanha em sua busca da unificação do seu reino.

## Função
O Dicastério para a Doutrina da Fé está dividido em duas seções, a saber uma para a Doutrina e outro para a disciplina. Busca cuidar para que nada da doutrina se perca. De acordo com o artigo 69 da Constituição Apostólica sobre a Cúria Romana, Praedicate Evangelium, promulgada pelo Papa Francisco, em 19 de março de 2022, entrando em vigor em 5 de junho de 2022: "ajuda o Romano Pontífice e os Bispos a proclamar o Evangelho em todo o mundo, promovendo e protegendo a integridade da doutrina católica sobre a fé e a moral, valendo-se do depósito da fé e procurando também uma compreensão cada vez mais profunda dela diante de novas questões."

## Documentos
2004
- 31 de maio: "Carta aos bispos da Igreja Católica sobre a colaboração do homem e da mulher na Igreja e no mundo" — contra a ideologia de gênero, critica o feminismo radical e a comparação entre heterossexualidade e homossexualidade.[2][3]

2006
- 26 de novembro: Notificação sobre a obra do Pe. Jon Sobrino, S. I.

2007
- 29 de junho: Respostas a questões relativas a alguns aspectos da doutrina sobre a Igreja.
- 1 de agosto: Respostas a perguntas da Conferência Episcopal dos Estados Unidos sobre a alimentação e a hidratação artificiais.
- 3 de dezembro: Nota doutrinal sobre alguns aspectos da evangelização.

##### 2020
- 14.07.2020 "Samaritanus bonus” – escrita sobre o cuidado de pessoas em fases críticas e na fase final da vida.

#### 2021
- 22.02.2021 "Responsum ad dubium” da Congregação para a Doutrina da Fé sobre a bênção das uniões entre pessoas do mesmo sexo

##### 2023
- 18.12.2023 "Fiducia supplicans".

## Prefeitos
Como "Congregação para a Doutrina da Fé", nome usado desde 7 de dezembro de 1965, teve os seis prefeitos. Após a reforma da Cúria Romana em 5 de junho de 2022 o Dicastério tem por Prefeito o Cardeal Luis Ladaria, S.J.
|                                   | Nome                                        | Período          | Notas                                          |
| Santa Inquisição                  | Santa Inquisição                            | Santa Inquisição | Santa Inquisição                               |
| --------------------------------- | ------------------------------------------- | ---------------- | ---------------------------------------------- |
| 1º                                | Gian Pietro Carafa †                        | 1542 - 1555      | Eleito Papa                                    |
| 2º                                | Antonio Michele Ghisleri †                  | 1558 - 1566      | Eleito Papa                                    |
| 3º                                | Diego Espinoza †                            | 1566 - 1572      |                                                |
| 4º                                | Scipione Rebiba †                           | 1573 - 1577      |                                                |
| 5º                                | Giacomo Savelli †                           | 1577 - 1587      |                                                |
| 6º                                | Giulio Antonio Santori †                    | 1587 - 1602      |                                                |
| 7º                                | Camillo Borghese †                          | 1602 - 1605      | Eleito Papa                                    |
| 8º                                | Pompeo Arrigoni †                           | 1605 - 1616      |                                                |
| 9º                                | Giovanni Garzia Millini †                   | 1616 - 1629      |                                                |
| 10º                               | Antonio Barberini †                         | 1629 - 1633      |                                                |
| 11º                               | Francesco Barberini †                       | 1633 - 1679      |                                                |
| 12º                               | Cesare Facchinetti †                        | 1679 - 1683      |                                                |
| 13º                               | Alderano Cybo †                             | 1683 - 1700      |                                                |
| 14º                               | Galeazzo Marescotti †                       | 1700 - 1716      |                                                |
| 15º                               | Fabrizio Spada †                            | 1716 - 1717      |                                                |
| 16º                               | Nicolò Acciaiuoli †                         | 1717 - 1719      |                                                |
| 17º                               | Francesco del Giudice †                     | 1719 - 1725      |                                                |
| 18º                               | Fabrizio Paolucci †                         | 1725 - 1726      |                                                |
| 19º                               | Pietro Ottoboni †                           | 1726 - 1740      |                                                |
| 20º                               | Tommaso Ruffo †                             | 1740 - 1753      |                                                |
| 21º                               | Neri Maria Corsini †                        | 1753 - 1770      |                                                |
| 22º                               | Giovanni Francesco Stoppani †               | 1770 - 1774      |                                                |
| 23º                               | Ludovico Maria Torriggiani †                | 1775 - 1777      |                                                |
| 24º                               | Carlo Rezzonico †                           | 1777 - 1799      |                                                |
| 25º                               | Leonardo Antonelli †                        | 1800 - 1811      |                                                |
| 26º                               | Giulio Maria della Somaglia †               | 1814 - 1830      |                                                |
| 27º                               | Bartolomeo Pacca †                          | 1830 - 1844      |                                                |
| 28º                               | Vincenzo Macchi †                           | 1844 - 1860      |                                                |
| 29º                               | Costantino Patrizi Naro †                   | 1860 - 1876      |                                                |
| 30º                               | Prospero Caterini †                         | 1876 - 1881      |                                                |
| 31º                               | Antonio Maria Panebianco, O.F.M.Conv. †     | 1882 - 1883      |                                                |
| 32º                               | Luigi Bilio, B. †                           | 1883 - 1884      |                                                |
| 33º                               | Raffaele Monaco La Valletta †               | 1884 - 1896      |                                                |
| 34º                               | Lucido Maria Parocchi †                     | 1896 - 1903      |                                                |
| 35º                               | Serafino Vannutelli †                       | 1903 - 1908      | Nomeado Decano do Colégio dos Cardeais         |
| Santo Oficio                      |                                             |                  |                                                |
| 1º                                | Mariano Rampolla del Tindaro †              | 1908 - 1913      |                                                |
| 2º                                | Domenico Ferrata †                          | 1914 - 1914      | Nomeado Cardeal Secretário de Estado           |
| 3º                                | Rafael Merry del Val †                      | 1914 - 1930      |                                                |
| 4º                                | Donato Sbarretti †                          | 1930 - 1939      |                                                |
| 5º                                | Francesco Marchetti Selvaggiani †           | 1939 - 1951      |                                                |
| 6º                                | Giuseppe Pizzardo †                         | 1951 - 1959      |                                                |
| 7º                                | Alfredo Ottaviani †                         | 1959 - 1965      | Nomeado Prefeito do mesmo                      |
| Congregação para a Doutrina da Fé |                                             |                  |                                                |
| 1º                                | Alfredo Cardeal Ottaviani                   | 1966-1968        |                                                |
| 2º                                | Franjo Cardeal Šeper                        | 1968-1981        |                                                |
| 3º                                | Joseph Aloisius Cardeal Ratzinger           | 1981-2005        | Eleito Papa                                    |
| 4º                                | William Joseph Cardeal Levada               | 2005-2012        |                                                |
| 5º                                | Gerhard Cardeal Ludwig Müller               | 2012-2017        | Prefeito emérito                               |
| 6º                                | Luis Francisco Cardeal Ladaria Ferrer, S.J. | 2017-2022        | Continuou como prefeito sob nova nomenclatura. |
| Dicastério para a Doutrina da Fé  |                                             |                  |                                                |
| 1º                                | Luis Francisco Cardeal Ladaria Ferrer, S.J. | 2022-2023        | Prefeito emérito                               |
| 2º                                | Víctor Manuel Cardeal Fernández             | 2023-            | Atual                                          |